# 恒貞親王伝
恒貞親王伝（つねさだしんのうでん）は、平安時代前期に書かれた漢文伝の1つ。承和の変で廃太子となった恒貞親王の生涯を描いている。全1巻（ただし、現存する古写本及び『続群書類従』に採録されたものには冒頭部分と中途部分に欠落がある）。
著作年代や著者については不明であるが、親王が没してから時期を経ていない9世紀後期の作品と考えられ、著者は古くから三善清行を著者とする説と紀長谷雄を著者とする説がある。
親王を擁護する立場から執筆されており、経学・歴史・音楽・書道・絵画に優れた才能を発揮して釈奠復興に努めるという優れた才能と実績を有しながら、本人の意向に反して立太子された末に承和の変でその地位を追われ、出家後は仏道修行に専念して大覚寺を開いたこと、陽成天皇退位後に藤原基経によって皇位継承を要請されて辞退した故事などが記されている。六国史にない記述も含まれており、史料としての評価も高い。